# Ah Caramel!
Ah Caramel! est une pâtisserie québécoise produite par la boulangerie Vachon, inventée par le pâtissier de l'un de ses compétiteurs. Sacré meilleur gâteau de la boulangerie par ses consommateurs, la pâtisserie est un aliment marquant de la culture populaire québécoise.  

## Historique
Au début des  années 1950, Gérald Thivierge est le pâtissier principal à la pâtisserie Vaudreuil d'Arvida. Vaudreuil se retrouve avec un surplus de caramel à écouler; Thivierge doit concevoir une recette permettant de minimiser les pertes. Il conçoit alors un gâteau à pâte blanche, surmonté d'une crème pâtissière additionnée d'acide citrique pour éviter qu'elle ne se mélange à la nappe de caramel.
Les nouveaux gâteaux connaissent un succès dans la région du Saguenay, à un point tel que Vachon, une pâtisserie de Beauce, constate une baisse localisée des ventes de ses propres  gâteaux. Les frères Vachon visitent l'usine de leur compétiteur et repartent avec des exemplaires du gâteau. 
Vachon acquiert la première « machine à caramel » au Canada en 1952, ce qui lui permet de répliquer rapidement celui de Thivierge à grande échelle. Les Ah Caramel! sont commercialisés peu de temps après l'opération d'espionnage industriel par la boulangerie beauceronne, qui crédite plus tard l'invention à Thivierge.
Après l'acquisition de la confiserie Grenache, la division confiserie-conserverie de Vachon met en vente dans les années 70 une tartinade dérivée du caramel utilisé dans l'Ah Caramel!, reprenant l'image de marque du gâteau.
Une version à la crème glacée disponible pendant l'été est commercialisée momentanément à la fin des années 80.

## Production et commercialisation
Les gâteaux sont produits par Grupo Bimbo à l'usine Vachon de Sainte-Marie en Nouvelle-Beauce, au Québec. La production est interrompue à la suite de l'inondation de l'usine lors de la crue printanière de la rivière Chaudière en 2019, créant une pénurie.
Les gâteaux sont commercialisés aux États-Unis.
Aliment marquant de la culture populaire québécoise, le gâteau est sacré meilleure pâtisserie de la boulangerie Vachon par les consommateurs en 2019. Il inspire d'ailleurs des pâtisseries fines qui rendent hommage à leur façon au produit iconique « moins présent [qu'autrefois] dans les boîtes à lunch des jeunes »,.